# ريكاردو ويبر
ريكاردو ويبر (بالإسبانية: Ricardo Lagos Weber)‏ (و. 1962 – م) هو سياسي، ومحامي، وعالم اقتصاد، من تشيلي، ولد في تشابل هيل، كارولاينا الشمالية.

## التعليم
تعلم في جامعة تشيلي، وجامعة ساسكس.